# Csausz Márton
Csausz Márton (Felsőbánya, 1796. augusztus 8. – Pest, 1860. szeptember 14.) orvos, egyetemi tanár, királyi tanácsos, 

## Családja
Az erdélyi örmény Csáusz család leszármazottja.  Apja Csáusz Kristóf örmény származású marhakereskedő volt; testvérbátyja Dr. Csausz Lajos szintén orvos. Húga, Csausz Mária Magdolna révén nagybátyja volt Hollósy Kornélia opera énekesnőnek, és rokona lett Hollósy Simon is.

## Élete
A gimnáziumot és a két bölcseleti évet Nagyváradon végezte; orvosi pályáját 1815-ben a pesti egyetemen kezdette s 1820. május 6. orvostudorrá avattatott. Ezután mint gyakorló orvos működött Pesten, hol a kolerajárvány alatt nyolcvannál több beteget volt kénytelen naponként látogatni. 
1824. április 4. az egyetemnél orvoskari jegyzőnek választatott, és ez év végén az orvoskar társas tagjai közé is fölvette.
Mint bonctanár 1827-ben kezdette meg hivataloskodását a pesti egyetemen. 1830–1831-re az orvosi kar, a Semmelweis Egyetem első dékánja volt. 
1838-ban beutazta egész Németországot, utóbb Belgiumot, Hollandiát, Franciaországot s Angliát, Algériát, Spanyolországot, Portugáliát, Oroszországot, Svájcot és Olaszországot. 
1848. május 1-én Eötvös József báró vallás és közoktatási miniszter miniszteri tanácsossá s az egyetem alelnökévé nevezte ki, mely tisztét 1849. február 1-jéig viselte. 1855-ben a közegészségi bizottmány állandó tagjává lett. 1859. március 27. -én mint egyetemi tanár nyugalomba vonult és császári és királyi tanácsosi címet nyert. Lenhossék József tartott fölötte emlékbeszédet 1864. november 2-án a pesti egyetemen. Közel 100 000 forintra menő vagyonából 35 000 forintot hagyott nemes és kegyes célokra, többi közt 1000 forintot a Magyar Tudományos Akadémiára.
Arcképét Barabás által 1860-ban rajzolva, Reiffenstein és Rösch által Bécsben kőre nyomtatva tanítványai adták ki Pesten.

## Munkái
- Dissertatio inaug. medica de intestino sanguinis motu ut praecipuo circulationis adminiculo. Pestini, 1820.